# Bling Ring
Bling Ring (The Bling Ring) è un film del 2013 diretto da Sofia Coppola.
Il film, prodotto e scritto dalla stessa regista, narra la reale vicenda di una banda di giovani ladruncoli operanti nella zona di Los Angeles che, tra il 2008 e il 2009, compì numerosi furti soprattutto in case di personaggi dello spettacolo. I media diedero alla banda il nome di Bling Ring, letteralmente "banda dello sfarzo" (ma anche "anello sfarzoso").

## Trama
Il giovane Marc Hall arriva come nuovo studente nella Indian Hills High School di Calabasas, California. Diventa il migliore amico di una ragazza ossessionata dalla fama, Rebecca Ahn. I due iniziano a compiere furti quando, durante una festa a casa di Rebecca, trovano veicoli aperti in strada e vi rubano soldi e carte di credito. Quando Marc racconta che un suo ricco conoscente è fuori città, Rebecca gli propone di entrare nella sua villa; qui la ragazza ruba una borsa dicendo che il suo idolo, Lindsay Lohan, ne ha una uguale; inoltre ruba anche denaro contante e le chiavi di una Porsche. Con i soldi rubati i due cominciano a comprarsi vestiti e accessori che prima potevano solo ammirare nelle vetrine dei grandi magazzini.
Ai due piace frequentare locali notturni assieme all'amica Nicki, a sua sorella adottiva Sam e a Chloe; questi locali sono frequentati da numerosi divi, tra cui Kirsten Dunst e Paris Hilton. Cercando in Rete il nome dell'ereditiera, Marc e Rebecca si accorgono che lei sarà fuori città e decidono di andare a casa sua. Avendo trovato le chiavi sotto lo zerbino, la coppia entra senza problemi nella villa, rubando alcuni gioielli. A una festa Rebecca mostra i gioielli agli amici, suscitando grande invidia. Dopo una richiesta di Nicki, Rebecca e Marc la portano assieme a Chloe e Sam nella villa di Paris Hilton; il gruppo, affascinato dallo stile di vita sfarzoso, decide di rubare borse, scarpe, vestiti, soldi e gioielli.
Continuando a controllare in Rete se le celebrità siano o no in casa, il gruppo si reca in numerose ville, tra cui quelle di Audrina Patridge, Megan Fox, Orlando Bloom e la ragazza di quest'ultimo, Miranda Kerr. In ogni villa i ragazzi rubano oggetti simili, mentre Marc ruba orologi Rolex che rivende successivamente al ragazzo di Chloe. Le telecamere a circuito chiuso riescono però a catturare le immagini del furto all'interno dell'abitazione di Audrina Patridge, e il filmato viene diffuso in Rete e in seguito riproposto anche dai notiziari. Rebecca, imperterrita, organizza un altro furto a casa di Rachel Bilson; inoltre il gruppo pubblica molte foto dei furti sulle reti sociali (social network), vantandosi dei gioielli rubati. L'ultima villa derubata dai ragazzi è quella di Lindsay Lohan. Qualche tempo dopo Rebecca è costretta a trasferirsi a Las Vegas a casa del padre, apparentemente a causa dei cattivi rapporti che ha con la madre e il patrigno.
I giornali intanto diffondono sempre più notizie sui furti della banda denominata The Bling Ring. Tramite diversi video di sorveglianza la polizia riesce a identificare il gruppo, tranne Sam, che non è identificata e evita l'arresto. Marc collabora con la polizia, indicando l'amica come il capo del gruppo; Nicki invece, a sua discolpa, afferma di essere rimasta invischiata con le persone sbagliate. Il gruppo sconta diversi mesi di carcere e è costretto a risarcire le celebrità. Quando esce di prigione, Nicki è ospite di un salotto televisivo dove racconta della propria vita dietro le sbarre; alla fine si gira verso il pubblico e, in cerca di notorietà, promuove il proprio sito, divenuto ormai popolare, che parla della sua vita.

## Personaggi e interpreti
- Katie Chang interpreta Rebecca Ahn: Rebecca è il capo della banda. È la prima ad organizzare i furti e non si arrende nemmeno nella consapevolezza di poter essere scoperta. La sua controparte reale è Rachel Lee.
- Israel Broussard interpreta Marc Hall: Marc è il nuovo arrivato nella scuola. Appena incontra Rebecca, si lascia trascinare dal suo carattere e la segue in ogni villa. La sua controparte reale è Nick Prugo.
- Emma Watson interpreta Nicki Moore: Nicki è la ragazza che è stata trascinata nel mondo dei furti solo a causa di cattive amicizie. La sua controparte reale è Alexis Neiers. Oggi è un personaggio televisivo statunitense.
- Claire Julien interpreta Chloe Tainer: Chloe è il quarto membro del gruppo. La sua controparte reale è Courtney Ames.
- Taissa Farmiga interpreta Sam Moore: Sam è la sorella adottiva di Nicki. La sua controparte reale è Tess Taylor.
- Gavin Rossdale interpreta Ricky. La sua controparte reale è Johnny Dangerous Ajar.
- Annie Fitzgerald interpreta Kate. La sua controparte reale è Nancy Jo Sales.

## Produzione

### Sceneggiatura
La regista e sceneggiatrice è Sofia Coppola, vincitrice del Leone d'oro a Venezia per Somewhere (2010). La regista ha voluto rappresentare il fascino dei giovani per il mondo delle celebrità e l'aspetto della forte assenza dei genitori.

## Distribuzione
Il film ha aperto la sezione Un Certain Regard del Festival di Cannes 2013; l'8 marzo 2013 è stato diffuso in rete il primo teaser trailer del film; il 27 giugno 2013 è stato diffuso il promo italiano.
Negli Stati Uniti la pellicola è uscita nelle sale cinematografiche il 14 giugno 2013, mentre in Italia è arrivata il 26 settembre successivo, distribuita da Lucky Red.